# Sylwia Jaśkowiec
Sylwia Jaśkowiec (Myślenice, 1º marzo 1986) è un'ex fondista polacca.

## Biografia
In Coppa del Mondo ha esordito il 18 gennaio 2004 a Nové Město na Moravě (55ª), il 28 dicembre 2013 ha ottenuto il primo podio di tappa in una competizione intermedia - il Tour de Ski - a Oberhof (3ª) e il 18 gennaio 2015 ha colto a Otepää il primo podio, classificandosi al 3º posto nella sprint a squadre a tecnica libera disputata assieme a Justyna Kowalczyk.
In carriera ha preso parte a tre edizioni dei Giochi olimpici invernali, Vancouver 2010 (28ª nella 10 km, 24ª nella 30 km, 34ª nell'inseguimento), Soči 2014 (33ª nella 30 km, 63ª nella sprint, 5ª nella sprint a squadre, 7ª nella staffetta) e Pyeongchang 2018 (24ª nella 10 km, 37ª nella sprint, 30ª nello skiathlon, 7ª nella sprint a squadre, 10ª nella staffetta), e a tre dei Campionati mondiali, vincendo una medaglia di bronzo.

## Palmarès

### Mondiali
- 1 medaglia:
  - 1 bronzo (sprint a squadre a Falun 2015)

### Coppa del Mondo
- Miglior piazzamento in classifica generale: 34ª nel 2015
- 1 podio (a squadre):
  - 1 terzo posto

#### Coppa del Mondo - competizioni intermedie
- 1 podio di tappa:
  - 1 terzo posto